# デコトラの鷲
『デコトラの鷲』（デコトラのしゅう）は、哀川翔主演・香月秀之監督による日本映画シリーズ。

## 概要
哀川翔による平成版『トラック野郎』とでも言うべき人気シリーズで、哀川翔が演じる、義理人情に厚いトラック運転手・飛田鷲一郎が毎回美女（マドンナ役の女優）に一目ぼれし、困っているその女性を助けるために奮闘するが、最後は失恋に終わるという期待を裏切らないお決まりのパターン。ブレイク前の吉田羊が、第4作『デコトラの鷲 愛と涙の男鹿半島』のラストシーンに出演している。マドンナに剛力彩芽を迎えた2021年2月19日全国公開の第6作が最新。

## キャスト
- 飛田鷲一郎：哀川翔（全作）
- 関口欽太：柳沢慎吾（全作）
- 飛田美咲：金子藍（1 - 2）、河島未怜（3）、櫛山晃美（5）、さとう珠緒（新）
- 野々村耕平：小西博之（1 - 4）
- 桃瀬春彦：江藤博利（1 - 5）/ 東出：江藤博利（新）
- 今沢雅人：武野功雄（1 - 5）
- 小谷実：森下能幸（1 - 2）
- 飛田やよい：宮下順子（1 - 5）/ 飛田夏海：宮下順子（新）
- 長沢伸一：須藤為五郎（1 - 5）
- 天馬：中野英雄（1 - 2）
- 高村孝作：高田宏太郎（2 - 5）

## シリーズ
- 『デコトラの鷲 〜祭ばやし〜』（2003年10月11日公開、製作:オフィスサンヨー、配給:「デコトラの鷲」フィルムパートナーズ）上映時間85分[1]。

ゲスト出演：こずえ鈴（マドンナ役）、ルー大柴、石橋蓮司、さとう珠緒（友情出演）、あき竹城、若翔洋、浅香 光代（特別出演）
製作：須藤為五郎・ニック安藤・福岡康裕、脚本：香月秀之・佐藤弘幸・土肥清美、撮影：千葉真一、音楽：高瀬ゆい
- 『デコトラの鷲 会津・喜多方・人情街道!』（2004年9月25日公開、製作:オフィスサンヨー、配給:「デコトラの鷲」フィルムパートナーズ）上映時間107分[2]。

ゲスト出演：野波麻帆（マドンナ役）、仁科克基、本田博太郎、五十嵐めぐみ、浅香 光代（特別出演）
製作：須藤為五郎・福岡康裕、櫻井一葉　監督：香月秀之　脚本：香月秀之・呑繁、撮影：下元哲、音楽：中川孝
- 『デコトラの鷲 恋の花咲く清水港』（2006年2月4日公開、製作:オフィスサンヨー、配給:「デコトラの鷲」フィルムパートナーズ）上映時間111分[3]。

ゲスト出演：真中瞳（マドンナ役）、中倉健太郎、嶋尾康史、コロッケ、鈴木ヒロミツ
製作：須藤為五郎・福岡康裕、櫻井一葉　監督：香月秀之　脚本：香月秀之・呑繁、撮影：下元哲、音楽：中川孝
- 『デコトラの鷲 愛と涙の男鹿半島』（2007年4月21日公開、製作:オフィスサンヨー、配給:エム・エフボックス）上映時間105分[4]。

ゲスト出演：井上晴美（マドンナ役）、細山貴嶺、江口ヒロミ、吉田羊、及川奈央、しいなまお、つぶやきシロー
製作：須藤為五郎・福岡康裕、櫻井一葉　監督：香月秀之　脚本：佐藤佐吉、撮影：下元哲、音楽：上野大典
- 『デコトラの鷲 其の五 火の国熊本親子特急便』（2008年6月14日公開、製作:オフィスサンヨー、配給:エム・エフボックス）上映時間108分[5]。

ゲスト出演：水前寺清子（マドンナ役）、仲村みう、コロッケ、長沢純、梅宮辰夫、ますだおかだ、大木凡人、仲村みう、伊藤克信
製作：須藤為五郎・米澤義一・福岡康裕・櫻井一葉、監督：香月秀之　脚本：香月秀之、呑繁、撮影：下元哲、音楽：上野大典
- 『新 デコトラのシュウ 鷲』（2021年2月19日公開、製作:オフィスサンヨー、配給:フレッシュハーツ＝アルバトロス・フィルム）上映時間106分[6]。

ゲスト出演：剛力彩芽（マドンナ役）、水野勝（BOYS AND MEN）、新羅慎二、勝俣州和、窪塚俊介、岩佐真悠子、佐々木みゆ、永倉大輔、金子昇、五代高之、渡辺裕之
製作：須藤為五郎・福岡康裕・櫻井一葉 　監督：香月秀之　脚本：香月秀之、呑繁、撮影：小山田勝治、音楽：MOKU

## スタッフ
- 監督：香月秀之
- 製作プロダクション：フレッシュハーツ
- 製作：オフィスサンヨー、アドコム

## DVD
- デコトラの鷲 〜祭ばやし〜
- デコトラの鷲 其の弐 〜会津・喜多方・人情街道!〜
- デコトラの鷲 其の参 〜恋の花咲く清水港〜
- デコトラの鷲 其の四 〜愛と涙の男鹿半島〜
- デコトラの鷲 其の五 火の国熊本親子特急便
- 新 デコトラのシュウ 鷲

## その他
2009年に大都技研より、この作品をモチーフとしたパチスロが発売されている。
2011年には大都技研より、この作品をモチーフとしたパチンコが発売されている。
またパチスロのテーマ曲は千葉ロッテマリーンズの応援歌にも流用されている。